# Mehdi Abeid
Mehdi Abeid (Montreuil, 6 de agosto de 1992) é um futebolista profissional argelino que atua como meia.

## Carreira
Mehdi Abeid representou o elenco da Seleção Argelina de Futebol no Campeonato Africano das Nações de 2017.